# Euphrasia
Euphrasia L. je rod u okviru familije volovotki (Orobanchaceae Vent.), koji obuhvata oko 90 vrsta rasprostranjenih u Evropi, Aziji, Severnoj i Južnoj Americi i Australiji.
Vrste roda Euphrasia parazitiraju predstavnike familija trava (Poaceae Barnhart.) i oštrica (Cyperaceae Juss.), pa se uglavnom mogu naći na travnim staništima.
Ime potiče od grčke reči euphrasia, što znači veselost, raspoloženje, zbog lepog izgleda cveta ili verovanja u slično lekovito dejstvo.

## Opšte karakteristike
Vrste roda Euphrasia su sitne, poluparazitske, zeljaste biljke sa slabo razvijenim korenom. Stablo je uspravno, visine do 75 cm. Može biti jednostavno ili granato. Listovi su naspramni, sedeći, linearni do jajasti, a po obodu su nazubljeni ili usečeni, sa tri do pet režnjeva. Cvetovi su sitni, sedeći u pazuhu listova. Cvasti su terminalne, klasolike ili grozdaste. Brakteje su naizmenično raspoređene, listolike. Čašica je cevasta ili zvonasta, sa četiri zuba. Krunica je u gornjem delu levkasto proširena, dvousnata, a u donjem se sužava. Gornja usna je zasvođena, u vidu šlema, sa dvorežnjevitim, unazad povijenim rubom, a donja usna je trorežnjevita, ravna. Prašnika ima četiri, a parovi prašnika nisu jednaki. Antere su na donjem kraju često zašiljene, a mogu da budu međusobno povezane ili slobodne. Plodnik je dvook, sa dlakavim, glavičastim žigom. Čaura je jajasta ili duguljasta, podeljena pregradama, a otvara se pucanjem na dva nedeljena kapka. Seme je uzdužno izbrazdano, mnogobrojno.

## Filogenija
Filogenija rodova tribusa Rhinantheae je istraživana molekularnim metodama. Euphrasia je sestrinski rod rodovima Odontites, Bellardia, Tozzia i ''Hedbergia, dok ovih pet rodova pokazuje filogenetske afinitete ka rodu Bartsia.

## Taksonomija
Rod Euphrasia je taksonomski komplikovan usled čestih interspecijskih hibridizacija. Iako su vršene brojne taksonomske revizije roda, adekvatna pozicija mnogih taksona, kao i odnosi među njima, su ostali nerazrešeni.

## Vrste
Za Srbiju je zabeleženo osam vrsta.
- – vidac, vidovača
- – vidica
- – vidica
- – vidac
- – vidac
- – vidac
- – vidičak
- - vidica

## Spiljašnje veze
- The Euro+Med PlantBase - the information resource for Euro-Mediterranean plant diversity
- Tropicos